# Dani Pendín

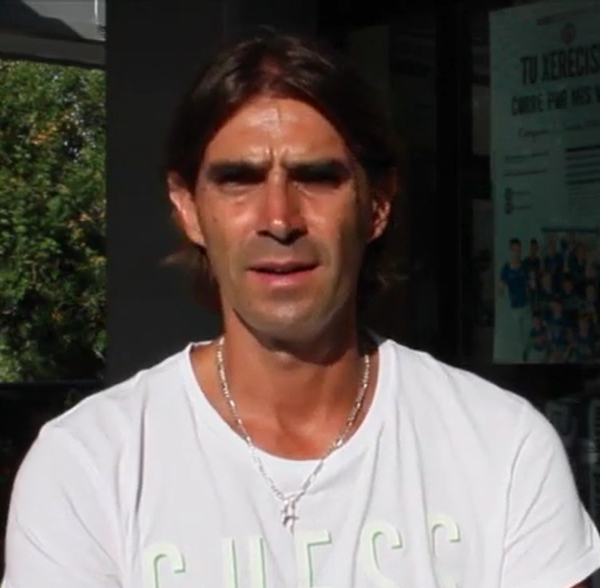
Dani Pendín en 2017.

Daniel Alberto Pendín Sánchez (Rosario, 29 de octubre de 1974), conocido deportivamente como Dani Pendin, es un exfutbolista y entrenador argentino.  Actualmente ocupa el cargo de segundo entrenador del CA Osasuna de la Primera División de España.

## Trayectoria

### Como jugador
Comenzó su carrera en el Huracán Buceo y posteriormente ha jugado en clubs como el Newell's Old Boys, Real Oviedo "B", Burgos, Xerez CD, Castellón, Pontevedra, San Fernando y Xerez Deportivo FC, en el que se retiró en 2015.

### Como entrenador
Durante sus dos años como jugador en el Xerez Deportivo FC (2013-14 y 2014-15) ejerció de entrenador del primer equipo juvenil del club. en la Primera Regional, equipo en que ha debutado su hijo "Juli Pendín"
En la temporada 2015-16, se convierte en entrenador del primer equipo del Xerez Deportivo FC, al que dirige en divisiones regionales.
En la temporada 2017-18, se convierte en segundo entrenador de Vicente Moreno en el RCD Mallorca, donde trabajó hasta el final de la temporada 2019-20. 
El 4 de agosto de 2020, firma como segundo entrenador de Vicente Moreno en el Real Club Deportivo Espanyol de la Segunda División de España, con el que logró el ascenso a Primera División de España.
El 28 de julio de 2022, firma como segundo entrenador de Vicente Moreno en el Al-Shabab Club de Arabia Saudita.
El 17 de junio de 2023, firma como segundo entrenador de Vicente Moreno en la UD Almería de la Primera División de España.
El 27 de mayo de 2024, firma como segundo entrenador de Vicente Moreno en el CA Osasuna de la Primera División de España. 

## Clubes

### Como jugador
| Club              | País      | Año         |
| ----------------- | --------- | ----------- |
| Huracán Buceo     | Uruguay   | 1994 - 1996 |
| Newell's Old Boys | Argentina | 1996 - 1997 |
| Central Córdoba   | Argentina | 1997        |
| Real Oviedo "B"   | España    | 1997 - 1999 |
| Burgos            | España    | 1999 - 2002 |
| Xerez CD          | España    | 2002 - 2006 |
| Castellón         | España    | 2006 - 2010 |
| Pontevedra        | España    | 2010 - 2011 |
| San Fernando      | España    | 2011 - 2013 |
| Xerez DFC         | España    | 2013 - 2015 |

### Como entrenador
| Club                           | País           | Año               |
| ------------------------------ | -------------- | ----------------- |
| Xerez DFC                      | España         | 2015 - 2016       |
| RCD Mallorca (2º entrenador)   | España         | 2017 - 2020       |
| RCD Espanyol (2º entrenador)   | España         | 2020 - 2022       |
| UD Almería (2º entrenador)     | España         | 2022-2023         |
| Al-Shabab Club (2º entrenador) | Arabia Saudita | 2023              |
| CA Osasuna (2º entrenador)     | España         | 2024 - actualidad |

## Palmarés

### Como jugador

#### Competiciones nacionales
| Título                      | Club   | País   | Año  |
| --------------------------- | ------ | ------ | ---- |
| Segunda División B Grupo II | Burgos | España | 2001 |